# شهاب‌سنگ اچ‌ئی‌دی
شهاب‌سنگ اچ‌ئی‌دی (انگلیسی: HED meteorite) به شهاب‌سنگ‌های یک خانواده (زیرگروه) از شهاب‌سنگ‌های آکندریتی گفته می‌شود. «HED» کوته‌نوشت "howardite-eucrite-diogenite" است. این آکندریت‌ها از بدنهٔ مادری متمایز شده به دست آمدند و پردازش آذرین گسترده‌ای را تجربه کردند که تفاوت چندانی با سنگ‌های ماگمایی موجود در زمین نداشت و به همین دلیل بسیار شبیه سنگ‌های آذرین زمینی هستند.

## طبقه‌بندی
شهاب‌سنگ‌های اچ‌ئی‌دی به‌طور بسیار کلی به دسته‌های زیر تقسیم می‌شوند:
- هواردیتها
- یوکریت‌ها
- دیوژنیتها